# Lkáň
Lkáň (en allemand : Welkan) est une commune du district de Litoměřice, dans la région d'Ústí nad Labem, en Tchéquie. Sa population s'élevait à 204 habitants en 2021.

## Géographie
Lkáň est arrosé par la Rosovka et se trouve à 16 km au sud-ouest de Litoměřice, à 25 km au sud-sud-ouest d'Ústí nad Labem et à 53 km au nord-nord-ouest de Prague.
La commune est limitée par Dlažkovice au nord, par Chodovlice au nord-est, par Klapý à l'est et au sud-est, par Koštice au sud, et par Děčany et Podsedice à l'ouest.

## Histoire
La première mention écrite du village date de 1226.

## Transports
Par la route, Lkáň se trouve à 20 km de Litoměřice, à 33 km d'Ústí nad Labem  et à 69 km de Prague.